# Leuconia caespitosa
Leuconia caespitosa är en svampdjursart som först beskrevs av Ernst Haeckel 1870.  Leuconia caespitosa ingår i släktet Leuconia och familjen Baeriidae. Inga underarter finns listade i Catalogue of Life.